# Прингл (Јужна Дакота)
Прингл (енгл. Pringle) град је у америчкој савезној држави Јужна Дакота.

## Демографија
По попису из 2010. године број становника је 112, што је 13 (-10,4%) становника мање него 2000. године.
| Група             | 2000.       | 2010.       |
| Белци             | 116 (92,8%) | 104 (92,9%) |
| Афроамериканци    | 0 (0,0%)    | 0 (0,0%)    |
| Азијати           | 0 (0,0%)    | 0 (0,0%)    |
| Хиспаноамериканци | 1 (0,8%)    | 4 (3,6%)    |
| Укупно            | 125         | 112         |